# Mangora acaponeta
Mangora acaponeta Levi, 2005 è un ragno appartenente alla famiglia Araneidae.

## Etimologia
Il nome proprio della specie si riferisce alla località messicana di rinvenimento degli esemplari: Acaponeta

## Caratteristiche
L'olotipo femminile rinvenuto ha dimensioni: cefalotorace lungo 1,3 mm, largo 1,1 mm; opistosoma lungo 2,5 mm.

## Distribuzione
La specie è stata reperita nel Messico occidentale: a 12,8 km a nordovest della città di Acaponeta, nello Stato di Nayarit.

## Tassonomia
Al 2014 non sono note sottospecie e dal 2005 non sono stati esaminati nuovi esemplari.